# Lecques
Lecques – miejscowość i gmina we Francji, w regionie Oksytania, w departamencie Gard.
Według danych na rok 1990 gminę zamieszkiwało 215 osób, a gęstość zaludnienia wynosiła 41 osób/km² (wśród 1545 gmin Langwedocji-Roussillon Lecques plasuje się na 697. miejscu pod względem liczby ludności, natomiast pod względem powierzchni na miejscu 1002.).